# Asteia tunisica
Asteia tunisica är en tvåvingeart som beskrevs av Papp 1979. Asteia tunisica ingår i släktet Asteia och familjen smalvingeflugor.
Artens utbredningsområde är Tunisien. Inga underarter finns listade i Catalogue of Life.